# Джозеф Раян (веслувальник)
Джозеф Раян (англ. Joseph Ryan, 23 листопада 1879 — 30 квітня 1972) — американський академічний веслувальник.
Олімпійський чемпіон 1904 року в складі розпашної двійки без стернового.